# Riedlingen
Riedlingen (pronunciación en alemán: /ˈʁiːdlɪŋən/ⓘ) es un pueblo en el distrito de Biberach, Baden-Wurtemberg, en el suroeste de Alemania. Está a orillas del Danubio y tiene unos 10 000 habitantes.
En 2005, Riedlingen celebró el 750° aniversario de su fundación. Riedlingen tiene un centro urbano antiguo y conserva la antigua muralla de la ciudad, además de casas y edificios históricos. 
Las empresas más grandes en Riedlingen son "Silit" y "Blank". Son muy importantes para la ciudad, porque dan trabajo a muchos de los habitantes. El río Danubio fluye a través del centro de la ciudad de Riedlingen.
En Riedlingen hay muchos clubes deportivos, como el Club de Fútbol TSV Riedlingen que juega en la "Kreisliga A" alemana o el grupo de carnaval llamado "Gole". 
Alrededor de Riedlingen existen siete aldeas más pequeñas, llamadas Neufra, Daugendorf, Grüningen, Pflummern, Zwiefaltendorf, Zell y Bechingen. También son parte de Riedlingen, pero solo tienen entre 150 y 900 habitantes. Riedlingen se encuentra en el distrito de Biberach. La ciudad de Biberach tiene unos 30.000 habitantes y está a unos 30 kilómetros de Riedlingen.
El escritor Ernst Jünger murió en Riedlingen el 17 de febrero de 1998, a la edad de 102 años.
Es la ciudad natal del futbolista germano-español Mario Gómez.